# Пулвер, Дженс
Дженс Джонни Пулвер (англ. Jens Johnnie Pulver; род. 6 декабря 1974, Саннисайд) — американский боец смешанного стиля, представитель лёгкой и полулёгкой весовых категорий. Выступал на профессиональном уровне в период 1999—2013 годов, известен по участию в турнирах бойцовских организаций UFC, WEC, Pride, ONE FC, IFL, Shooto, Titan FC и др. Владел титулом чемпиона UFC в лёгком весе, был претендентом на титул чемпиона WEC в полулёгком весе.

## Биография
Дженс Пулвер родился 6 декабря 1974 года в городе Саннисайд штата Вашингтон в семье лицензированного жокея. Детство провёл в городке Мейпл-Вэлли недалеко от Сиэтла, был старшим ребёнком из четырёх детей, у него есть два брата и сестра. С рождения имел гетерохромию, его правый глаз голубой, а левый — карий.
Свою юность Дженс охарактеризовал как «ежедневный ад». Он часто подвергался насилию со стороны своего отца, злоупотреблявшего алкоголем — этот неприятный опыт подробно описан им в своей автобиографии Little Evil, One Ultimate Fighter’s Rise to the Top. К примеру, в книге приведён эпизод, когда отец вставил семилетнему Дженсу в рот ружьё и затем убрал, с сожалением отметив, что в нём нет ни одного патрона.
Увлёкся единоборствами ещё в начальной школе, по совету друга семьи присоединился к программе подготовки юных борцов. Во время учёбы в старшей школе состоял в борцовской команде, дважды выигрывал чемпионат штата. Поступив в колледж в Де-Мойне, продолжил карьеру борца — входил в десятку сильнейших борцов национальной атлетической ассоциации, имел статус всеамериканского спортсмена. Позже представлял Университет штата Айдахо в Бойсе, но из-за травм вынужден был уйти из борьбы. Окончил университет, получив степень в области уголовного права.
Пулвер не ограничивался одной только борьбой, в детстве он также занимался боксом, а в колледже заинтересовался ММА. Тренировался в академии бразильского джиу-джитсу, удостоившись в этой дисциплине пурпурного пояса. Во второй половине 1990-х годов неоднократно участвовал в подпольных «боях без правил».

### Ultimate Fighting Championship
Дебютировал в смешанных единоборствах на профессиональном уровне в 1999 году на турнирах Bas Rutten Invitational. Здесь он привлёк к себе внимание матчмейкера крупнейшей бойцовской организации мира Ultimate Fighting Championship, и с этого момента его спортивная карьера начала быстро развиваться.
Одержав несколько уверенных побед, Пулвер удостоился права оспорить введённый титул чемпиона в лёгкой весовой категории и в феврале 2001 года выиграл решением большинства судей у другого претендента Каола Уно. Полученный чемпионский пояс он сумел защитить дважды, взяв верх по очкам над такими известными бойцами как Деннис Холлман и Би Джей Пенн. Тем не менее, в дальнейшем у него возникли разногласия с организацией насчёт контрактных обязательств, и ему пришлось покинуть UFC.

### Pride Fighting Championships
Покинув UFC, в 2004 году Пулвер выступал в менее престижных промоушенах, попробовал себя в боксе и кикбоксинге. В конечном счёте он оказался в числе бойцов крупной японской организации Pride Fighting Championships — участвовал здесь в гран-при легковесов, но уже на стадии четвертьфиналов был остановлен местным японским бойцом Хаято Сакураи.

### International Fight League
В апреле 2006 года отметился выступлением на турнире International Fight League, отправив в нокаут Коула Эсковедо.

### Возвращение в UFC
Пулвер всё же вернулся в UFC и в сентябре 2006 года провёл бой с Джо Лозоном, однако возвращение оказалось неудачным — Лозон отправил его в нокаут уже на 47 секунде первого раунда.
В 2007 году Дженс Пулвер стал наставником пятого сезона бойцовского реалити-шоу The Ultimate Fighter, где возглавляемая им команда легковесов противостояла команде Би Джей Пенна. В финале шоу Пулвер и Пенн сразились друг с другом в клетке, и на сей раз победа досталась Пенну — во втором раунде он взял Пулвера на удушение сзади и принудил к сдаче.

### World Extreme Cagefighting
Потерпев два поражения подряд, Пулвер решил спуститься в полулёгкую весовую категорию и изъявил желание выступить в дочерней по отношению к UFC организации World Extreme Cagefighting. Он успешно дебютировал в клетке WEC, поймав в «гильотину» Каба Свонсона.
В июне 2008 года встретился с действующим чемпионом WEC в полулёгком весе Юрайей Фейбером и в пяти раундах уступил ему единогласным судейским решением. При всём при том, получил бонус за лучшее выступление вечера.
Следующие четыре боя в WEC так же закончились для него поражением, в том числе он вновь потерпел поражение от Фейбера. После боя, проигранного Хавьеру Васкесу в марте 2010 года, Дэйна Уайт объявил об увольнении Пулвера из организации.

### Дальнейшая карьера
Пулвер ещё некоторое время выступал на небольших турнирах, отметился выступлением в Titan Fighting Championships, некоторое время дрался в Азии в рамках ONE Fighting Championship, чередуя победы с поражениями. После очередного проигрыша в ноябре 2013 года принял решение завершить карьеру профессионального бойца.

## Статистика в профессиональном ММА
| Боёв 47  | Побед 27 | Поражений 19 |
| -------- | -------- | ------------ |
| Нокаутом | 14       | 8            |
| Сдачей   | 4        | 9            |
| Решением | 9        | 2            |
| Ничьи    | 1        | 1            |

| Результат | Рекорд  | Соперник          | Способ                             | Турнир                                                   | Дата             | Раунд | Время | Место                 | Примечание                                               |
| --------- | ------- | ----------------- | ---------------------------------- | -------------------------------------------------------- | ---------------- | ----- | ----- | --------------------- | -------------------------------------------------------- |
| Поражение | 27-19-1 | Сами Азиз         | Единогласное решение               | Superior Challenge 9: Gothenburg                         | 23 ноября 2013   | 3     | 5:00  | Гётеборг, Швеция      |                                                          |
| Поражение | 27-18-1 | Масакацу Уэда     | Сдача (удушение д’Арси)            | ONE Fighting Championship: Kings and Champions           | 5 апреля 2013    | 2     | 3:52  | Каланг, Сингапур      | Полуфинал гран-при ONE FC в легчайшем весе.              |
| Победа    | 27-17-1 | Жао Я Фей         | Техническое решение (единогласное) | ONE Fighting Championship: Rise of Kings                 | 6 октября 2012   | 3     | 5:00  | Каланг, Сингапур      | Стартовый этап гран-при ONE FC в легчайшем весе.         |
| Поражение | 26-17-1 | Эрик Келли        | TKO (удары)                        | ONE Fighting Championship: Pride of a Nation             | 31 августа 2012  | 2     | 1:46  | Кесон-Сити, Филиппины | Бой в полулёгком весе.                                   |
| Победа    | 26-16-1 | Джесси Тортон     | Единогласное решение               | Operation: Fight Night                                   | 14 апреля 2012   | 3     | 5:00  | Форт-Худ, США         | Бой в наилегчайшем весе.                                 |
| Поражение | 25-16-1 | Тим Эллиотт       | KO (удар коленом)                  | Resurrection Fight Alliance                              | 16 декабря 2011  | 2     | 2:12  | Карни, США            | Дебют в наилегчайшем весе.                               |
| Победа    | 25-15-1 | Коти Уилер        | TKO (удары руками)                 | MMA Fight Pit: Genesis                                   | 13 августа 2011  | 2     | 1:59  | Альбукерке, США       | Дебют в легчайшем весе.                                  |
| Поражение | 24-15-1 | Брайан Дейвидсон  | Сдача (удушение сзади)             | Titan Fighting Championships 18                          | 27 мая 2011      | 1     | 4:00  | Канзас-Сити, США      |                                                          |
| Победа    | 24-14-1 | Уэйд Шоат         | Раздельное решение                 | Chicago Cagefighting Championship III                    | 5 марта 2011     | 3     | 5:00  | Вилла-Парк, США       |                                                          |
| Победа    | 23-14-1 | Майк Линдквист    | Сдача (удушение сзади)             | XFO: 38                                                  | 22 января 2011   | 1     | 0:49  | Вудсток, США          |                                                          |
| Поражение | 22-14-1 | Диего Гарихо      | Сдача (гильотина)                  | Powerhouse World Promotions: War on the Mainland         | 14 августа 2010  | 1     | 1:08  | Ирвайн, США           |                                                          |
| Поражение | 22-13-1 | Хавьер Васкес     | Сдача (рычаг локтя)                | WEC 47                                                   | 6 марта 2010     | 1     | 3:41  | Колумбус, США         |                                                          |
| Поражение | 22-12-1 | Джош Гриспи       | Сдача (гильотина)                  | WEC 41                                                   | 7 июня 2009      | 1     | 0:33  | Сакраменто, США       |                                                          |
| Поражение | 22-11-1 | Юрайя Фейбер      | Сдача (гильотина)                  | WEC 38                                                   | 25 января 2009   | 1     | 1:34  | Сан-Диего, США        |                                                          |
| Поражение | 22-10-1 | Леонард Гарсия    | TKO (удары руками)                 | WEC 36                                                   | 5 ноября 2008    | 1     | 1:12  | Холливуд, США         |                                                          |
| Поражение | 22-9-1  | Юрайя Фейбер      | Единогласное решение               | WEC 34                                                   | 1 июня 2008      | 5     | 5:00  | Сакраменто, США       | Бой за титул чемпиона WEC в полулёгком весе; Бой вечера. |
| Победа    | 22-8-1  | Каб Свонсон       | Сдача (гильотина)                  | WEC 31                                                   | 12 декабря 2007  | 1     | 0:23  | Лас-Вегас, США        |                                                          |
| Поражение | 21-8-1  | Би Джей Пенн      | Сдача (удушение сзади)             | The Ultimate Fighter 5 Finale                            | 23 июня 2007     | 2     | 3:12  | Лас-Вегас, США        | Бой наставников 5 сезона TUF.                            |
| Поражение | 21-7-1  | Джо Лозон         | KO (удар рукой)                    | UFC 63                                                   | 23 сентября 2006 | 1     | 0:47  | Анахайм, США          |                                                          |
| Победа    | 21-6-1  | Коул Эсковедо     | KO (удар рукой)                    | IFL: Legends Championship 2006                           | 29 апреля 2006   | 1     | 0:56  | Атлантик-Сити, США    |                                                          |
| Победа    | 20-6-1  | Кэндзи Араи       | KO (соккер-кик)                    | Pride Bushido 10                                         | 2 апреля 2006    | 1     | 3:59  | Токио, Япония         |                                                          |
| Поражение | 19-6-1  | Хаято Сакураи     | TKO (удары руками)                 | Pride Bushido 9                                          | 25 сентября 2005 | 1     | 8:56  | Токио, Япония         | Четвертьфинал гран-при Pride 2005 в лёгком весе.         |
| Победа    | 19-5-1  | Томоми Ивама      | KO (удар рукой)                    | Pride Bushido 7                                          | 22 мая 2005      | 1     | 1:00  | Токио, Япония         |                                                          |
| Поражение | 18-5-1  | Таканори Гоми     | KO (удар рукой)                    | Pride Shockwave 2004                                     | 31 декабря 2004  | 1     | 6:29  | Сайтама, Япония       |                                                          |
| Победа    | 18-4-1  | Стивен Поллинг    | KO (удар рукой)                    | Shooto Hawaii: Soljah Fight Night                        | 9 июля 2004      | 3     | 1:47  | Гонолулу, США         |                                                          |
| Победа    | 17-4-1  | Наоя Уэмацу       | KO (удар рукой)                    | Shooto: 3/22 in Korakuen Hall                            | 22 марта 2004    | 1     | 2:09  | Токио, Япония         |                                                          |
| Победа    | 16-4-1  | Ричард Хесс       | Сдача (удушение)                   | International Fighting Championships: Battleground Boise | 25 октября 2003  | 1     | 2:14  | Бойсе, США            |                                                          |
| Победа    | 15-4-1  | Джо Джордан       | KO                                 | Extreme Challenge 52                                     | 15 августа 2003  | 2     | 3:12  | Рок-Айленд, США       |                                                          |
| Поражение | 14-4-1  | Джейсон Максуэлл  | KO (удары)                         | HOOKnSHOOT: Absolute Fighting Championships 3            | 24 мая 2003      | 1     | 4:54  | Форт-Лодердейл, США   |                                                          |
| Поражение | 14-3-1  | Дуэйн Людвиг      | KO (удар рукой)                    | UCC 12: Adrenaline                                       | 25 января 2003   | 1     | 1:03  | Монреаль, Канада      | Бой за титул чемпиона UCC в лёгком весе.                 |
| Победа    | 14-2-1  | Такэхиро Мурахама | Раздельное решение                 | UFO: Legend                                              | 8 августа 2002   | 3     | 5:00  | Токио, Япония         |                                                          |
| Победа    | 13-2-1  | Роб Эмерсон       | Решение судей                      | Ultimate Wrestling                                       | 29 июня 2002     | 3     | 5:00  | Миннеаполис, США      |                                                          |
| Победа    | 12-2-1  | Би Джей Пенн      | Решение большинства                | UFC 35                                                   | 11 января 2002   | 5     | 5:00  | Анкасвилл, США        | Защитил титул чемпиона UFC в лёгком весе.                |
| Победа    | 11-2-1  | Деннис Холлман    | Единогласное решение               | UFC 33                                                   | 28 сентября 2001 | 5     | 5:00  | Лас-Вегас, США        | Защитил титул чемпиона UFC в лёгком весе.                |
| Победа    | 10-2-1  | Каол Уно          | Решение большинства                | UFC 30                                                   | 23 февраля 2001  | 5     | 5:00  | Атлантик-Сити, США    | Выиграл вакантный титул чемпиона UFC в лёгком весе.      |
| Победа    | 9-2-1   | Джон Льюис        | KO (удар рукой)                    | UFC 28                                                   | 17 ноября 2000   | 1     | 0:11  | Атлантик-Сити, США    |                                                          |
| Победа    | 8-2-1   | Дейв Грис         | KO                                 | Gladiators 10                                            | 14 октября 2000  | N/A   | N/A   | Су-Сити, США          |                                                          |
| Поражение | 7-2-1   | Дин Томас         | Сдача (скручивание пятки)          | WEF: New Blood Conflict                                  | 26 августа 2000  | 2     | 0:33  | США                   |                                                          |
| Победа    | 7-1-1   | Жуан Роке         | Решение судей                      | UFC 26                                                   | 9 июня 2000      | 3     | 15:00 | Сидар-Рапидс, США     |                                                          |
| Победа    | 6-1-1   | Эрик Хиблер       | KO                                 | WEF 9: World Class                                       | 13 мая 2000      | 1     | 1:54  | Эвансвилл, США        |                                                          |
| Победа    | 5-1-1   | Дэвид Веласкес    | TKO (удары)                        | UFC 24                                                   | 10 марта 2000    | 2     | 2:41  | Лейк-Чарльз, США      |                                                          |
| Победа    | 4-1-1   | Фил Джонс         | KO (удар рукой)                    | WEF 8: Goin' Platinum                                    | 15 января 2000   | 1     | 0:33  | Ром, США              |                                                          |
| Ничья     | 3-1-1   | Альфонсо Алькарес | Ничья                              | UFC 22                                                   | 24 сентября 1999 | 2     | 5:00  | Лейк-Чарльз, США      |                                                          |
| Победа    | 3-1     | Джо Стивенсон     | KO (удары руками)                  | Bas Rutten Invitational 3                                | 1 июня 1999      | 1     | 0:38  | Литлтон, США          |                                                          |
| Победа    | 2-1     | Рэй Моралес       | Сдача (гильотина)                  | Bas Rutten Invitational 3                                | 1 июня 1999      | 1     | 0:51  | Литлтон, США          |                                                          |
| Поражение | 1-1     | Дэвид Харрис      | Сдача (удержание пальца)           | Bas Rutten Invitational 2                                | 24 апреля 1999   | 1     | 11:57 | Литлтон, США          |                                                          |
| Победа    | 1-0     | Кёртис Хилл       | TKO (остановлен секундантом)       | Bas Rutten Invitational 2                                | 24 апреля 1999   | 1     | 3:00  | Литлтон, США          |                                                          |